# Makarska Open 2025 - Doppio
Il doppio femminile del torneo di tennis professionistico Makarska Open 2025, facente parte della categoria WTA 125 nell'ambito del WTA 125 2025, si è giocato dal 3 al 7 giugno 2024 a Macarsca, in Croazia.
In finale Jesika Malečková e Miriam Škoch hanno sconfitto Oksana Kalašnikova e Elena Pridankina con il punteggio di 2-6, 6-3, [10-4].
Sabrina Santamaria e Iryna Šymanovič erano le detentrici del titolo, ma Santamaria ha scelto di non prendere parte a questa edizione del torneo, mentre Šymanovič ha scelto di partecipare nel concomitante torneo di Bari.

## Teste di serie
1. Oksana Kalašnikova /  Elena Pridankina (finale)

1. Jesika Malečková /  Miriam Škoch (Campionesse)

## Wildcard
1. Petra Marčinko /  Tara Würth (quarti di finale)

## Alternate
1. Tamara Korpatsch /  Patricia Maria Țig (semifinale)

## Tabellone

### Legenda
| - Q = Qualificato - WC = Wild card - LL = Lucky loser | - ALT = Alternate - SE = Special Exempt - PR = Protected Ranking | - w/o = Walkover - r = Ritirato - d = Squalificato |

|  | Quarti di finale | Quarti di finale               | Quarti di finale   | Quarti di finale | Quarti di finale |  |  | Semifinali | Semifinali                 | Semifinali                 | Semifinali                    | Semifinali |   |      | Finale | Finale                              | Finale | Finale | Finale |  |
|  |                  |                                |                    |                  |                  |  |  |            |                            |                            |                               |            |   |      |        |                                     |        |        |        |  |
|  | 1                | O Kalašnikova E Pridankina     | 1                  | 6                | [10]             |  |  |            |                            |                            |                               |            |   |      |        |                                     |        |        |        |  |
|  |                  | V Jiménez Kasintseva T Preston | 6                  | 2                | [4]              |  |  | 1          | O Kalašnikova E Pridankina | O Kalašnikova E Pridankina | 6                             | 6          |   |      |        |                                     |        |        |        |  |
|  | WC               | P Marčinko T Würth             | 6                  | 4                | [11]             |  |  |            | J Aney J Failla            | J Aney J Failla            | 2                             | 3          |   |      |        |                                     |        |        |        |  |
|  |                  | J Aney J Failla                | 4                  | 6                | [13]             |  |  |            |                            |                            |                               |            |   |      | 1      | Oksana Kalašnikova Elena Pridankina | 6      | 3      | [4]    |  |
|  | Alt              | T Korpatsch PM Țig             | T Korpatsch PM Țig | 6                | 6                |  |  |            |                            | 2                          | Jesika Malečková Miriam Škoch | 2          | 6 | [10] |        |                                     |        |        |        |  |
|  |                  | I Haverlag E Silva             | I Haverlag E Silva | 0                | 3                |  |  | Alt        | T Korpatsch PM Țig         | T Korpatsch PM Țig         | 3                             | 0          |   |      |        |                                     |        |        |        |  |
|  |                  | B Schoofs R Zarazúa            | 3                  | 7                | [5]              |  |  | 2          | J Malečková M Škoch        | J Malečková M Škoch        | 6                             | 6          |   |      |        |                                     |        |        |        |  |
|  | 2                | J Malečková M Škoch            | 6                  | 5                | [10]             |  |  |            |                            |                            |                               |            |   |      |        |                                     |        |        |        |  |